# 茨城県道251号守谷藤代線

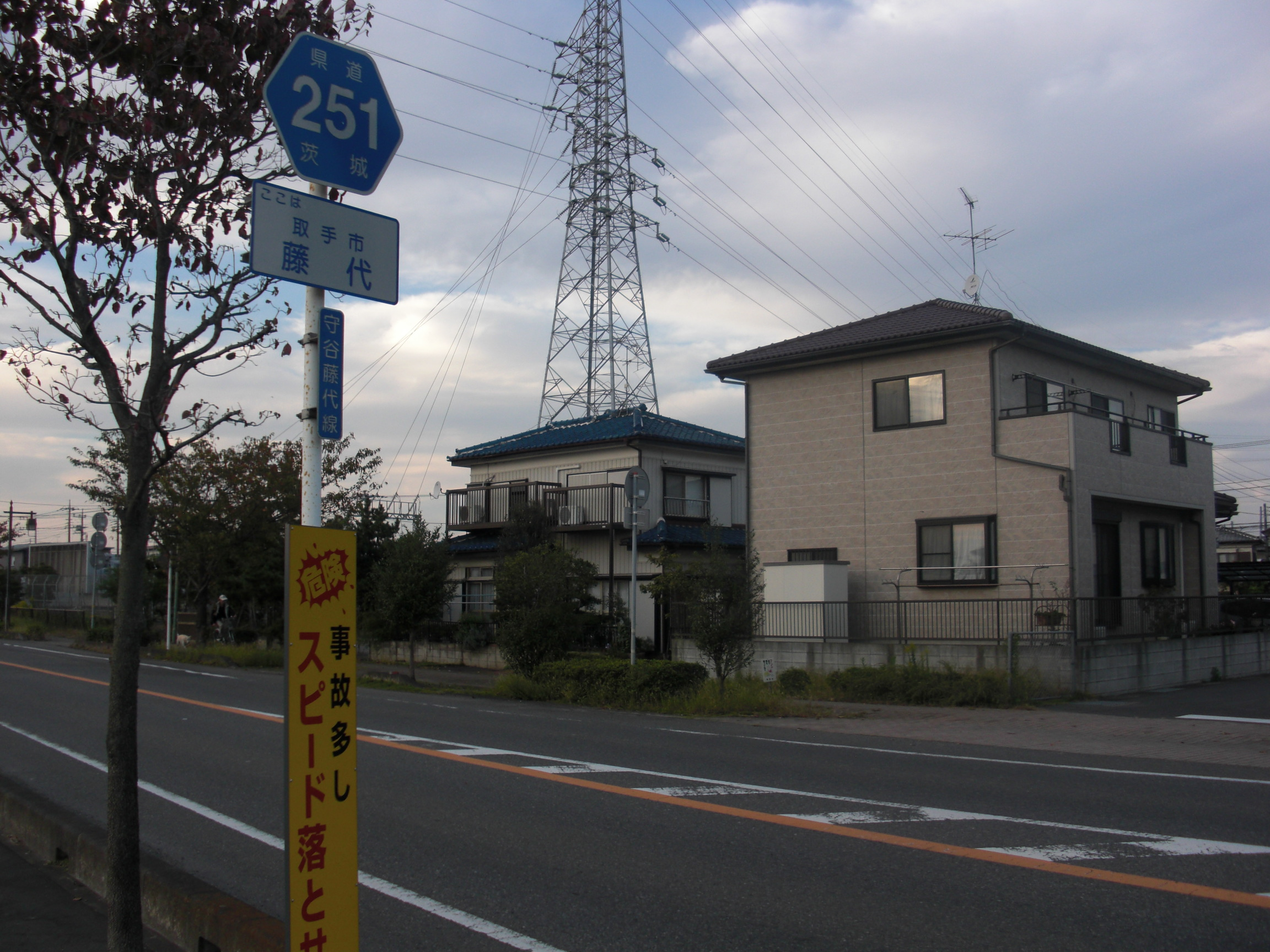
沿線風景（取手市藤代）

茨城県道251号守谷藤代線（いばらきけんどう251ごう もりやふじしろせん）は、茨城県守谷市から取手市藤代に至る一般県道である。

## 概要
守谷市本町の乙子交差点（おとご こうさてん）から取手市藤代の藤代庁舎東交差点まで東西に結ぶ延長約13キロメートル (km) の県道路線。起点・守谷市から取手市戸頭まで、国道294号と重複するため、単独区間は取手市内のみとなる。取手市内は戸頭で国道294号より分岐し、下高井 - 山王 - 神住 - 椚木 - 藤代と、ほぼ小貝川右岸沿いのルートをたどる。

### 路線データ
- 起点：茨城県守谷市本町3489番1地先（国道294号交点＝乙子交差点）[1]
- 終点：茨城県取手市藤代字蔵前624番7地先（茨城県道208号長沖藤代線交点＝藤代庁舎東交差点）[2]
- 総延長：11.543 km[3]
- 重用延長：1.082 km[3]
- 未供用延長：なし[3]
- 実延長：10.461 km[3]
- 自動車交通不能区間延長[注釈 1]：なし[3]
- 幅員
  - 取手市上高井 - 下高井：18 m（車道部6.0 m/2車線）※改良済区間[4]

## 歴史
1994年（平成6年）4月1日、前身にあたる一般県道藤代板戸井岩井線（整理番号151）の一部区間が主要地方道取手豊岡線への昇格により廃止となり、県道藤代板戸井岩井線の東側の残存区間が北相馬郡守谷町を起点、同郡藤代町を終点とする一般県道守谷藤代線（整理番号424）として新たに路線認定された。翌1995年（平成7年）に整理番号251へ変更され現在に至る。

### 年表
- 1994年（平成6年）4月1日
  - 守谷藤代線（整理番号424）として県道路線認定[6]。
  - 道路の区域は、北相馬郡守谷町大字守谷国道294号分岐から北相馬郡藤代町大字藤代国道6号交点までに決定する[1]。
- 1995年（平成7年）3月30日：整理番号424から現在の番号（整理番号251）に変更される[7]。
- 1997年（平成9年）10月16日：北相馬郡藤代町藤代地内の一部区間が電線共同溝を整備すべき道路の指定を受ける[8]。
- 1998年（平成10年）8月3日：北相馬郡藤代町大字藤代（国道6号藤代バイパス・藤代交差点 - 国道6号現道・藤代庁舎東交差点）のバイパス（約0.6 km）の一部が開通する[9]。
- 2001年（平成13年）12月3日：北相馬郡藤代町大字藤代（国道6号・旧終点）の一部旧道区間（786 m）の路線指定が解除される[2]。
- 2004年（平成16年）1月13日：取手市大字米ノ井 - 同市大字下高井のバイパス新設区間（2.04 km）の道路区域が決定する[10]。
- 2009年（平成21年）4月20日：土地区画整理事業に伴い、取手市下高井（ゆめみ野地区）の新道の一部を供用開始[11]。
- 2011年（平成23年）2月28日：土地区画整理事業に伴い、取手市下高井地内の新ルート（約1 km）を供用開始[12]。
- 2017年（平成29年）2月14日：取手市上高井字新田 - 同字山中の新道（約1.0 km）を供用開始[13]。
- 2018年（平成30年）3月22日：取手市椚木 - 同市藤代（県道210号交差）の旧道（1.005 km）を指定解除し、取手市に移管[14]。
- 2022年（令和4年）
  - 1月17日：取手市下高井地内のバイパスの一部区間を供用開始[15]。
  - 8月8日：取手市下高井地内のバイパスの未供用区間の供用開始に伴い、バイパス区間（約440 m）が開通[16][17]。
- 2023年（令和5年）3月22日：取手市上高井 - 同市下高井のバイパスの一部を供用開始[18]。
- 2024年（令和6年）10月17日：取手市下高井字官上木（小春スクリーン付近）の旧道（300 m）を移管[19]。

## 路線状況
取手市ゆめみの団地 - 守谷市みずき野団地を連絡するバイパス道路を平成5年度より都市計画決定し、現道を拡幅する630 m区間とバイパス整備をする440 m区間に分けて道路整備することとして、平成12年度に事業化された。現道拡幅区間側は、幅員が狭小で歩道も無く対向車のすれ違いが困難な状況を拡幅により解消し、バイパス整備区間は現道の狭隘かつ屈曲する区間を新規道路の建設により短絡して改良するものである。この事業は、現道拡幅に続けてバイパス区間が2022年（令和4年）8月8日に供用を開始したことをもって完了した。なお、本バイパスの整備によっても旧道は県道の指定を外れておらず、同区間では新旧2本の「茨城県道251号」が併存することになった。
道路法の規定に基づき、取手市山王（主要地方道取手つくば線交差） - 同市藤代（藤代庁舎東交差点）間は、緊急輸送道路として機能を維持するため、災害発生時の被害拡大防止を目的に道路用地内に電柱を建てることが制限されている。

## 地理

### 通過する自治体
- 茨城県
  - 守谷市 - 取手市

### 交差する道路
- 茨城県道47号守谷流山線・国道294号（起点・守谷市乙子交差点）
- 茨城県道328号谷井田稲戸井停車場線（取手市上高井）
- 茨城県道130号常総取手線（取手市和田）
- 茨城県道19号取手つくば線（取手市山王）
- 国道6号藤代バイパス（取手市藤代・藤代交差点）
- 茨城県道210号谷田部藤代線（取手市藤代）

### 沿線
- 稲戸井駅（取手市米ノ井）
- 日本ファブテック（取手市下高井）
- 伊藤ハム米久プラント取手工場（取手市ゆめみ野三丁目）
- 藤代山王郵便局（取手市山王）
- 誠和梱包製箱藤代工場（取手市神住）
- 椚木消防署（取手市椚木）
- 藤代スポーツセンター（茨城県取手市椚木）
- 藤代中央保育園（取手市藤代）
- 取手市役所藤代庁舎（取手市藤代）